# Dyrekøbt Ære
Dyrekøbt Ære er en dansk stum melodramafilm fra 1911 produceret af Nordisk Films Kompagni og instrueret af William Augustinus efter manuskript af Alfred Kjerulf.

## Handling
Filmen handler om en mand, der er sin kone utro. Mens han er væk, dræbes hun af en indbrudstyv. For ikke at ødelægge sin elskerindes rygte (hun er en gift dame), røber manden ikke, hvor han har været og dømmes for hustrumord.

## Medvirkende
- Gerhard Jessen - Dr. Thaw
- Nina Millung - Rose, Thaws kone
- Frederik Jacobsen - Dr. Fields
- Jacoba Jessen - Nina, Fields' kone
- Axel Boesen
- Julie Henriksen
- Otto Lagoni
- Doris Langkilde